# Avvistamento UFO del Golfo del Messico
L'avvistamento UFO del Golfo del Messico, conosciuto anche come Incontro UFO del B-29, è un presunto avvistamento di UFO verificatosi nel dicembre 1952 sul Golfo del Messico da parte dell'equipaggio di un aereo militare statunitense.

## Cronologia degli eventi
Il 6 dicembre 1952 un aereo B-29 dell'USAF stava tornando alla base aerea di Randolph nel Texas dopo un volo notturno di addestramento. L'equipaggio era formato dal capitano John Harter, comandante e pilota, dai tenenti Sidney Coleman e Norman Karas, addetti al radar, dal tenente William Naumann, addetto al radar e agli strumenti di navigazione, dal sottotenente Robert Eckart, addetto alla navigazione, dal sergente maggiore Bayley, assistente al radar, dai sergenti Ferris, Purcell, De Rause e Shogren.
Alle 5.25 mentre l'aereo si trovava sul Golfo del Messico a circa 160 km a sud della Louisiana il radar rilevò l'eco di un oggetto che si dirigeva verso il B-29, muovendosi a velocità impossibile per qualsiasi aereo. Il tenente Coleman avvertì il capitano Harter, che gli disse di ricalibrare il radar. Coleman fece quello che gli era stato detto e altri quattro echi di natura sconosciuta apparvero non solo sul suo monitor, ma anche su quelli del pilota e del navigatore. Su ordine di Harter, il tenente Karas avvertì tutto l'equipaggio con l'interfono. Uno degli echi si staccò dal gruppo e Bayley si precipitò al finestrino, vedendo un lampo luminoso bianco-azzurro. In quel momento, apparve sui tre schermi radar un secondo gruppo di echi, la cui velocità fu stimata di circa 8.000 km/h. Alle 5.31 il radar non mostrò più nulla. L'equipaggio cercò di rilassarsi, ma dopo qualche minuto comparve sui tre schermi radar un terzo gruppo di oggetti. Questa volta l'avvistamento visuale toccò all'addetto alla navigazione, che osservò due luci bianco-azzurre passare ad alta velocità. Poco dopo, il capitano Harter vide sul suo schermo un gruppo di cinque echi, la cui traiettoria sembrava destinata ad incrociare quella dell'aereo; gli oggetti però rallentarono e non vi fu alcuna collisione. A questo punto, Karas vide sullo schermo un'eco di grandi dimensioni. Naumann osservò cinque echi più piccoli che virarono facendo un movimento ad arco, quindi accelerarono. Alle 5.35 gli echi si fusero con l'eco più grande, che accelerò e sparì ad una velocità che secondo la stima di Karas era di circa 14.000 km/h.

## Inchiesta ufficiale
Dopo avere riferito l'episodio, l'equipaggio fu interrogato da un ufficiale dell'USAF, il maggiore J. R. Sheffield, che redasse un rapporto sull'avvistamento. Secondo quanto dichiarato dal tenente Karas, sarebbero stati osservati sugli schermi radar circa venti oggetti, ma il loro numero preciso non è stato accertato. L'aereo volava a circa 6.000 metri e gli oggetti sarebbero stati rilevati ad un'altitudine di circa 5.500 metri, provenendo quindi da una quota inferiore a quella dell'aereo. Nel rapporto, Sheffield dichiarò che l'osservazione visuale non era da ritenersi decisiva per la conferma dei fatti.
Il rapporto di Sheffield fu classificato ed inviato all'Air Technical Intelligence Center (ATIC). In seguito fu esaminato nell'ambito del Progetto Blue Book e definito come "non spiegato".

## Argomenti ufologici
Il caso fu reso noto da Donald Keyhoe, ufologo del NICAP, che ne fu informato da Albert Chop, addetto alle pubbliche relazioni dell'USAF. Keyhoe commentò che l'unica spiegazione ragionevole era quella basata su macchine pilotate da intelligenze extraterrestri. 
Al caso s'interesso anche Paul Hill, ufologo e ingegnere del National Advisory Committee for Aeronautics e poi della NASA. Hill ritenne che data l'altitudine, la velocità degli oggetti e i loro movimenti, andava scartata l'ipotesi che potesse trattarsi di aerei o razzi; inoltre, i movimenti rilevati dal radar portava ad escludere anche l'ipotesi che fossero meteore. 

## Spiegazione della Commissione Condon
Il caso fu riesaminato negli anni sessanta dalla Commissione Condon, che accettò la tesi proposta dal fisico Gordon Thayer, secondo cui si poteva spiegare con eventi naturali. L'osservazione visuale può essere spiegata con meteore Geminidi, visibili in dicembre, mentre l'osservazione radar si spiegherebbe con riflessi provocati da uno strato d'inversione termica nell'atmosfera. Gli strani movimenti degli echi radar sono stati probabilmente causati da irregolarità nello strato atmosferico, che hanno permesso alle onde radio del radar di entrare nello strato in vari punti.

## Controversie
L'ufologo James McDonald, docente di meteorologia, ha contestato la spiegazione fornita dalla Commissione Condon, affermando che le argomentazioni avanzate da Gordon Thayer sulla propagazione radar sono "completamente errate". McDonald ha inoltre contestato la spiegazione delle meteore, affermando che se fossero state Geminidi avrebbero dovuto essere avvistate secondo una direzione diversa. Per superare quest'ultima obiezione è stata avanzata l'ipotesi che alle meteore sia stato associato un miraggio, ma gli ufologi giudicano quest'ipotesi poco plausibile.